# Делл-Сіті (Техас)
Делл-Сіті (англ. Dell City) — місто (англ. city) в США, в окрузі Гадспет штату Техас. Населення — 245 осіб (2020).

## Географія
Делл-Сіті розташований за координатами 31°56′6″ пн. ш. 105°11′59″ зх. д. / 31.93500° пн. ш. 105.19972° зх. д. (31.934889, -105.199816).  За даними Бюро перепису населення США в 2010 році місто мало площу 4,32 км², уся площа — суходіл.

### Клімат
Місто знаходиться у зоні, котра характеризується кліматом тропічних пустель. Найтепліший місяць — липень із середньою температурою 26.2 °C (79.1 °F). Найхолодніший місяць — січень, із середньою температурою 5.4 °С (41.8 °F).
| Клімат Делл-Сіті        | Клімат Делл-Сіті | Клімат Делл-Сіті | Клімат Делл-Сіті | Клімат Делл-Сіті | Клімат Делл-Сіті | Клімат Делл-Сіті | Клімат Делл-Сіті | Клімат Делл-Сіті | Клімат Делл-Сіті | Клімат Делл-Сіті | Клімат Делл-Сіті | Клімат Делл-Сіті | Клімат Делл-Сіті |
| Показник                | Січ.             | Лют.             | Бер.             | Квіт.            | Трав.            | Черв.            | Лип.             | Серп.            | Вер.             | Жовт.            | Лист.            | Груд.            | Рік              |
| Абсолютний максимум, °C | 25,6             | 30,6             | 33,3             | 37,2             | 39,4             | 44,4             | 42,8             | 42,8             | 38,9             | 36,7             | 30,6             | 26,1             | 44,4             |
| Середній максимум, °C   | 14,5             | 17,4             | 21,7             | 26,4             | 31,1             | 35,1             | 34,7             | 33,3             | 30,6             | 25,9             | 19,4             | 14,7             | 25,4             |
| Середня температура, °C | 5,4              | 7,7              | 11,3             | 15,6             | 20,5             | 25               | 26,2             | 24,9             | 21,8             | 16,3             | 9,8              | 5,6              | 15,8             |
| Середній мінімум, °C    | −3,6             | −2,1             | 0,8              | 4,8              | 9,9              | 14,9             | 17,6             | 16,7             | 12,9             | 6,6              | 0,2              | −3,4             | 6,3              |
| Абсолютний мінімум, °C  | −20,6            | −22,2            | −13,9            | −8,3             | −5               | 5                | 10               | 9,4              | 1,7              | −6,7             | −21,1            | −20              | −22,2            |
| Норма опадів, мм        | 12               | 8                | 7                | 6                | 14               | 23               | 45               | 47               | 37               | 22               | 10               | 12               | 242              |
| Днів з опадами          | 2                | 2                | 1                | 1                | 2                | 2                | 5                | 5                | 4                | 3                | 1                | 2                | 30               |
| Днів зі снігом          | 0,5              | 0                | 0                | 0                | 0                | 0                | 0                | 0                | 0                | 0                | 0                | 0                | 0,5              |
| ----------------------- | ---------------- | ---------------- | ---------------- | ---------------- | ---------------- | ---------------- | ---------------- | ---------------- | ---------------- | ---------------- | ---------------- | ---------------- | ---------------- |
| Джерело: Weatherbase    |                  |                  |                  |                  |                  |                  |                  |                  |                  |                  |                  |                  |                  |

## Демографія
Згідно з переписом 2010 року, у місті мешкало 365 осіб у 149 домогосподарствах у складі 98 родин. Густота населення становила 85 осіб/км².  Було 187 помешкань (43/км²).
Расовий склад населення:
| - 73,4 % — білих - 4,4 % — чорних або афроамериканців - 1,4 % — корінних американців - 16,7 % — осіб інших рас |

До двох чи більше рас належало 4,1 %. Частка іспаномовних становила 66,3 % від усіх жителів.
За віковим діапазоном населення розподілялося таким чином: 24,7 % — особи молодші 18 років, 55,8 % — особи у віці 18—64 років, 19,5 % — особи у віці 65 років та старші. Медіана віку мешканця становила 45,2 року. На 100 осіб жіночої статі у місті припадало 99,5 чоловіків;  на 100 жінок у віці від 18 років та старших — 99,3 чоловіків також старших 18 років.
Середній дохід на одне домашнє господарство  становив 34 638 доларів США (медіана — 24 135), а середній дохід на одну сім'ю — 38 635 доларів (медіана — 27 946). За межею бідності перебувало 49,5 % осіб, у тому числі 87,8 % дітей у віці до 18 років та 30,1 % осіб у віці 65 років та старших.
Цивільне працевлаштоване населення становило 84 особи. Основні галузі зайнятості: освіта, охорона здоров'я та соціальна допомога — 26,2 %, сільське господарство, лісництво, риболовля — 25,0 %, інформація — 14,3 %, будівництво — 11,9 %.